# Garde écossaise (France)
 (novembre 2024).
Si vous disposez d'ouvrages ou d'articles de référence ou si vous connaissez des sites web de qualité traitant du thème abordé ici, merci de compléter l'article en donnant les références utiles à sa vérifiabilité et en les liant à la section « Notes et références ».
Pour les articles homonymes, voir Garde écossaise.
La garde écossaise est un corps militaire d'élite créé par Charles VII en 1422 pour constituer la garde personnelle du souverain français. Composée de cent hommes, elle fut peu à peu intégrée aux troupes de la maison militaire du roi.

## Historique
L'origine de la garde écossaise remonte à l'an 882, quand un contingent de nobles écossais vint en France pour former la garde du roi Charles III.[réf. nécessaire]

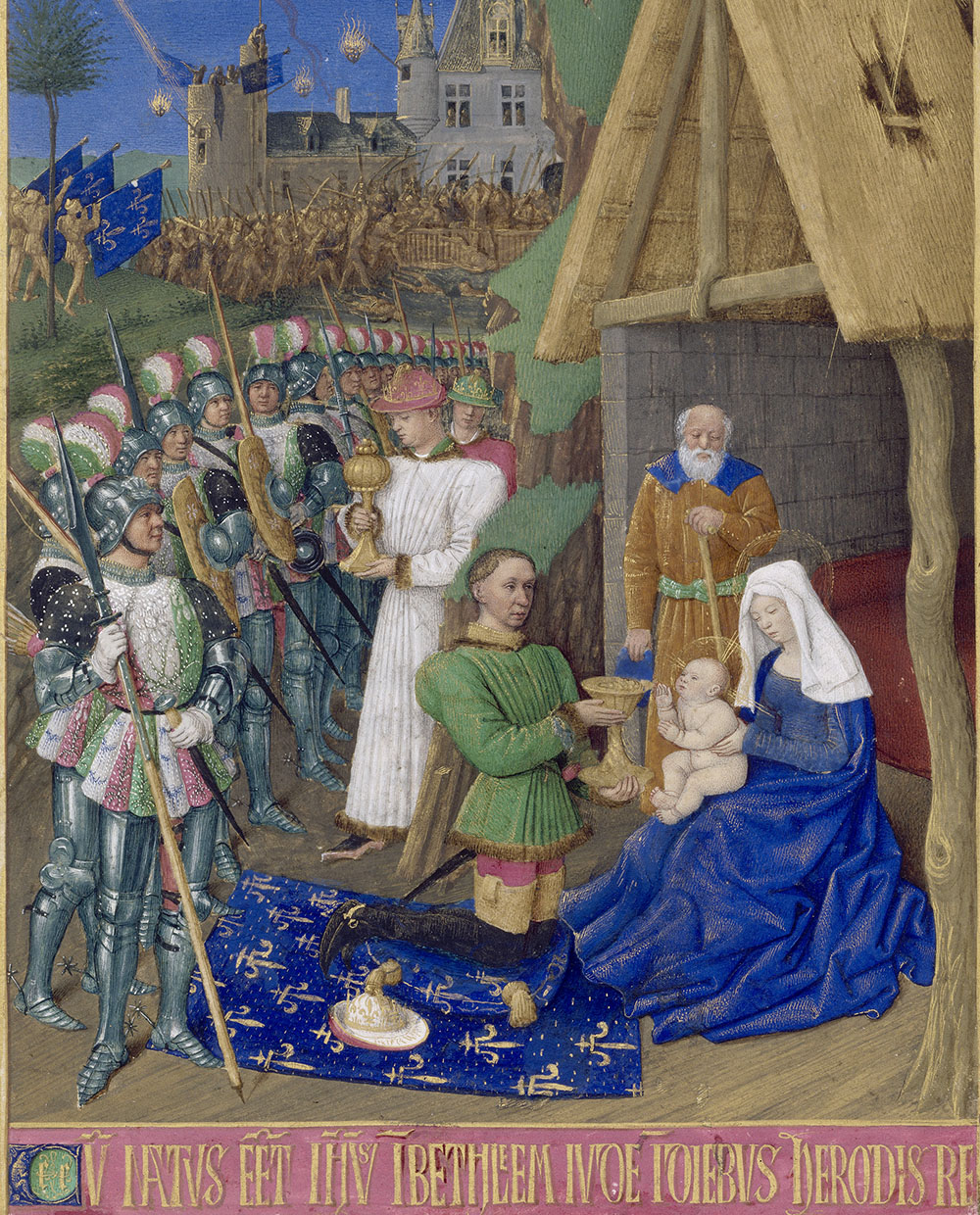
L'Adoration des mages, par Jean Fouquet, 1454. Charles VII y est représenté en roi-mage, entouré de sa garde écossaise. Livre d'heures d'Étienne Chevalier.

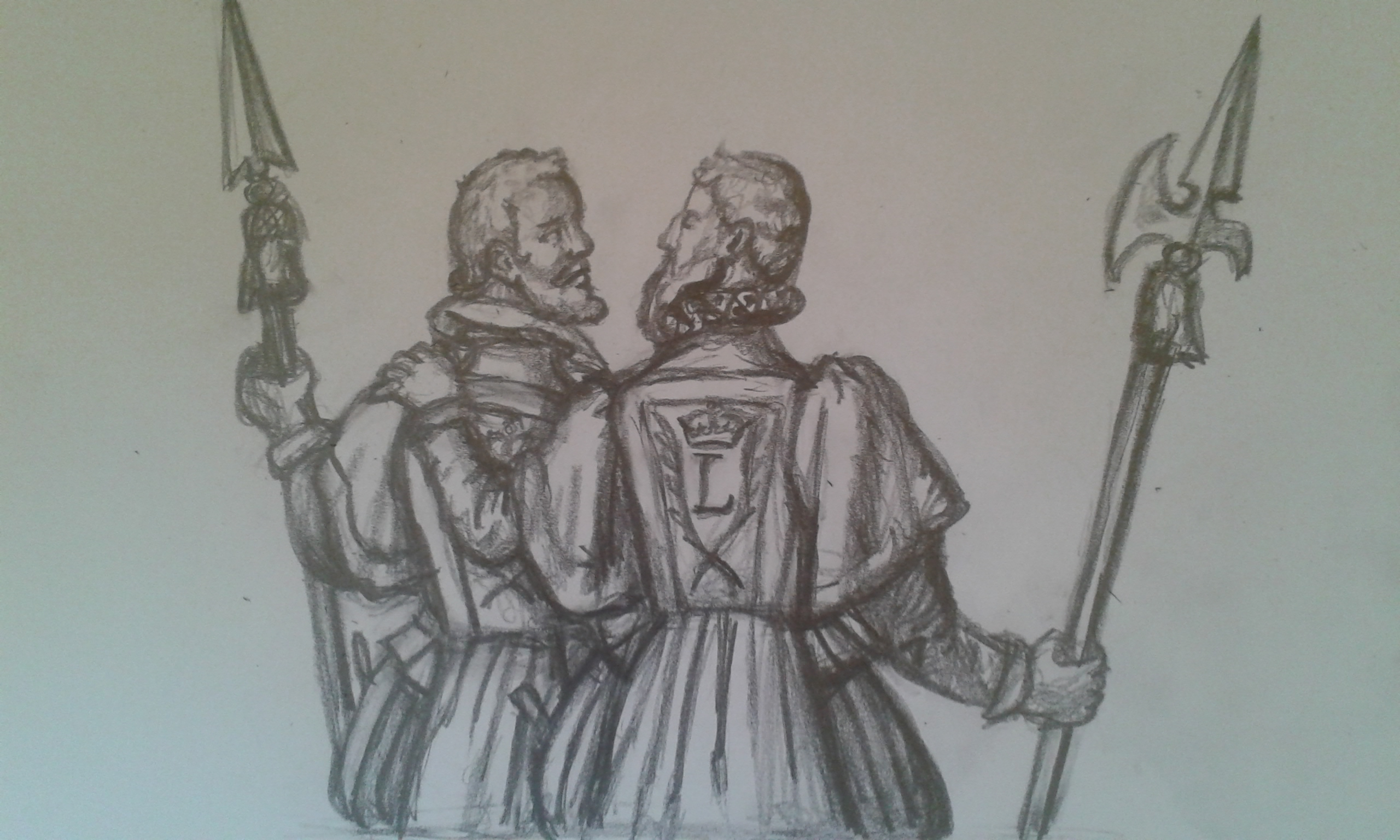
Deux gardes écossaises à partir de temps de Louis XIII (d'après François Quesnel).

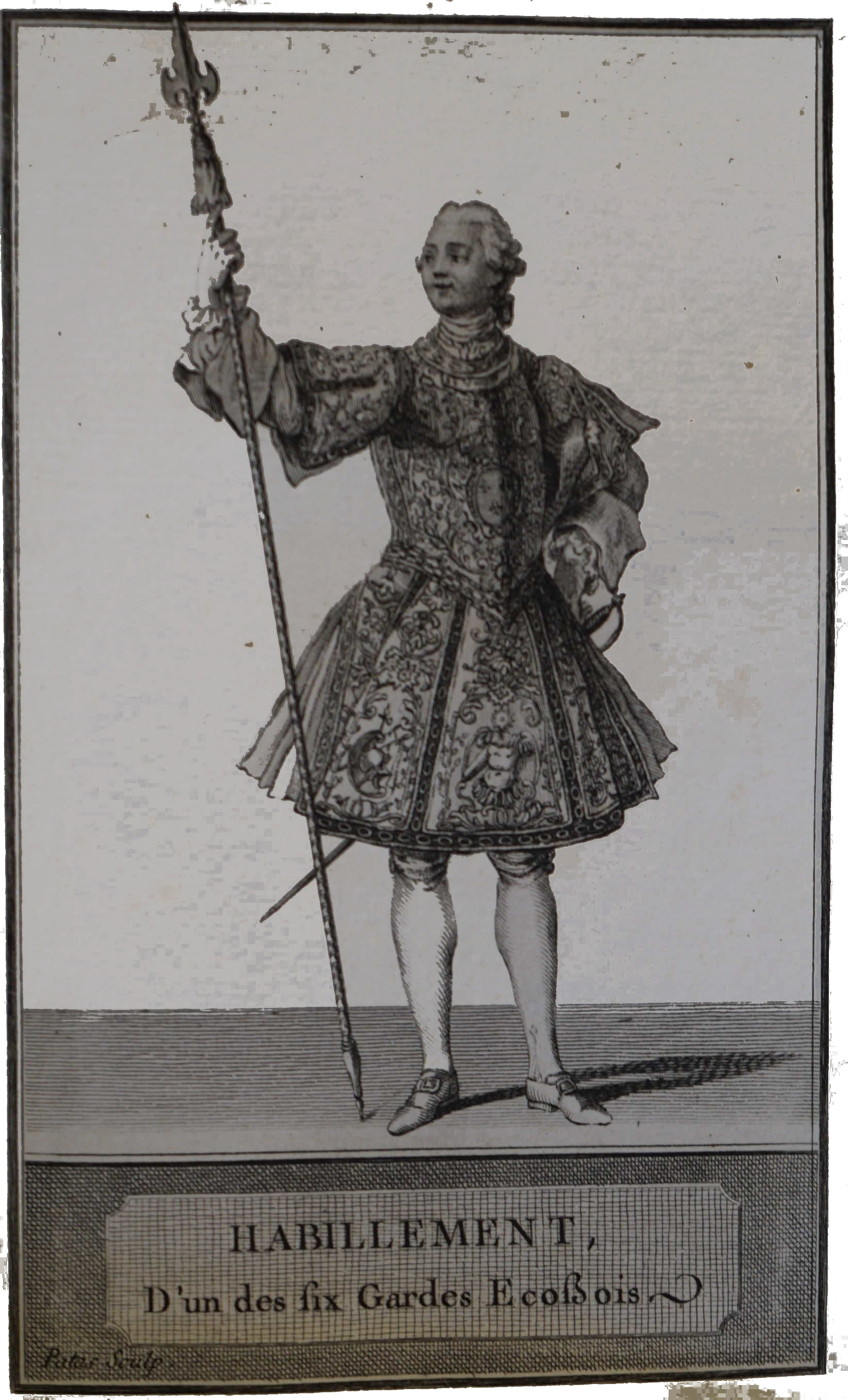
En 1775 lors du sacre de Louis XVI, gravure Patas.

Cependant, la garde écossaise ne fut formellement créée que sous le règne de Charles VII pour sceller l'Auld Alliance. De fait, tous les princes écossais, issus de maisons bretonnes comme les Stewart, ou normandes, étaient vassaux du roi de France. L'opposition à l'Angleterre faisait que cette vassalité, loin d'être une cause de prétention comme celle du duc de Normandie, assurait le roi de France du soutien du roi d'Écosse et également du soutien des gentilshommes écossais.
Des documents attestent l'existence de la Garde écossaise en 1422, mais on peut présumer qu'elle fut fondée à la fin des années 1410, longtemps donc avant la création de la compagnie des Cent-Suisses qui remonte à 1497. En 1445, le roi d'Écosse Jacques II envoya un corps de vingt-quatre gentilshommes commandé par Patrick de Spens (un des fils du tuteur de Jacques II et proche parent) pour assurer la sécurité rapprochée du roi de France Charles VII. Par la suite, pour marquer l'estime que les soldats de cette nation lui avaient rendue sous les ordres des comtes de Buchan et de Douglas, il institua la « Compagnie des gens-d'armes écossais ». En 1453, il choisit parmi eux vingt-quatre archers pour former une garde proche de sa personne, tandis que cent autres hommes d'armes écossais formaient une compagnie d'ordonnance placée à la tête des quinze compagnies de gendarmerie du roi.
Ce corps d'hommes d'armes, connu sous le nom d’« archers des gardes du corps du roi », sera intégré en 1460 dans la garde du roi pour devenir la « première compagnie des gardes du roi » dite « garde écossaise », d'abord sous les ordres de Guillaume Stewart. Vingt-quatre d'entre eux étaient qualifiés de « gardes de la manche », parce que deux d'entre eux se tenaient toujours à côté du roi pour le protéger, vêtus d'un hoqueton blanc brodé d'or et portant une pertuisane à clous d'or et à frange. Le premier des gardes de la manche portait le titre honorifique de « premier homme d'armes de France ». Les cent autres étaient qualifiés du nom d'« archers de la garde du roi ».
Le roi Henri IV lui donna un nouveau règlement qui est resté en vigueur jusqu'à sa dissolution en 1791.
Recréée en 1816, cette compagnie gardera jusqu'à sa disparition en 1830 la même composition de cent hommes formant la garde rapprochée du roi, pour laquelle ils recevaient un large salaire.
La garde écossaise était également employée comme unité combattante. Ainsi, nombre de ses membres furent tués en 1465 à la bataille de Montlhéry aux côtés du roi Louis XI. C'est en l'honneur de l'officier du corps des 24 archers des gardes du corps, qui blessa le Duc de Bourgogne en janvier 1477, que le Roy Charles VIII prit la devise de cette famille écossaise : « Si Deus pro nobis, quis contra nos ? ». Cette devise est encore peinte sur les murs du château de Langeais. Ce souverain créa deux autres compagnies d’archers du corps, mais composées, elles, de Français.
En 1515, François Ier ajouta une quatrième compagnie. Ce corps fut connu sous le nom collectif de gardes du corps. À cette époque, la première compagnie ne comptait plus exclusivement des Écossais dans son effectif, mais elle était toujours connue sous le nom de compagnie écossaise.
La compagnie écossaise de la garde du roi fut longtemps commandée par des grands seigneurs écossais, et même par des princes puisque Jacques VI Stuart fut nommé capitaine en 1584 à la demande de Marie Stuart, et que c'est son fils Henri qui fut nommé pour lui succéder par le roi Henri IV, puis au XVIIe siècle son fils le roi Charles Ier, puis Jacques II, puis le duc d'York.
De nombreux membres des plus puissants clans écossais servirent dans la garde, dont le Clan Sinclair, le Clan Campbell, le Clan Cockburn, Clan Cunningham, Clan Hamilton, Clan Hay, Clan Montgomery, Clan Seton, Clan Stuart, Clan Haig et Clan Douglas.
La Compagnie écossaise était d'abord entièrement composée d'hommes écossais, mais peu à peu on dérogea à cet usage, y compris pour la commander. François Ier lui donna pour capitaine Jacques de Lorge, comte de Montgommery, qui se disait issu d'une maison d'Écosse, puis en 1557 son fils Gabriel Ier de Montgomery, comte de Montgomery qui fut dépossédé en 1559 après la mort malheureuse d'Henri II. Ce Gabriel de Montgommery avait eu le malheur, durant un tournoi à l'hôtel des Tournelles à Paris en 1559, de tuer accidentellement le roi de France Henri II.
Pour lui succéder, on donna sa charge à des Français qui ouvrirent la porte à d'autres, empêchant les Écossais d'avoir des places dans leur compagnie. Les places et l'avancement ne s'y obtinrent qu'à prix d'argent. Sous Henri IV, le capitaine était français, mais son lieutenant était écossais. Louis XIV, par une ordonnance du 1er juin 1654, institua deux lieutenants dans chaque compagnie des gardes-du-corps, et il fut décidé que dans la Compagnie écossaise, l'un d'eux serait toujours un Français. En 1661, cette décision fut étendue à tous les officiers. Bientôt, ce furent les simples gardes qui furent pris dans les rangs de l'armée, et la 1re compagnie des gardes-du-corps ne fut écossaise que de nom et pour la conservation de quelques usages. Ainsi, la réponse du guet était restée le terme « hamir » correspondant à l'anglais ou au moyen écossais I am here (« je suis ici »).
À la fin de l'Ancien Régime, les places de garde du corps étaient le plus souvent vendues très cher à des familles fraîchement anoblies ou en voie d'anoblissement qui y trouvaient un moyen d'acquérir le prestige d'une proximité avec le roi.
Comme les autres compagnies de gardes du corps, la première compagnie fut rétablie en 1814 sous la Restauration, pour disparaître définitivement lors de la chute des Bourbons en 1830.
Napoléon III se donnera aussi une garde personnelle de cent hommes devenue célèbre sous le nom des Cent-gardes ou d'escadron des cent-gardes.

## Liste des capitaines
Capitaines ou chefs de corps :
- 1440 : Robert Patilloch ;
- 1449 : Mathieu d'Harcourt, sire de Rugny
- 1455 : Claude de Châteauneuf, garde du corps de Charles VII de France
- 1456 : Michel de Beauvilliers (1462-1462), seigneur de La Ferte-Hubert, du Lude et de Thoury ;
- 1462 : William Stuyers ;
- 1466 : Thomas Stuyers ;
- 1471 : Geffrey Coowran ;
- 1473 : Robert Coningham ;
- 1480 : Jean Coningham ;
- 1495-1508 : Bérault Stuart (1452-1508), sire d'Aubigny ;
- 15 août 1508-1512 : John Stewart († 1512), seigneur d'Henrichemont ;
- 1512 : Robert Stewart (1570-1544), sire d'Aubigny, maréchal de France (1515) ;
- 1514-1544 : Jean Stuart († 1551), sieur de Vézinnes et de Fontaine ;
- 1544 : Jacques Ier de Montgommery (vers 1485-1560), seigneur de Lorges ;
- 1557 : Gabriel Ier de Montgommery (vers 1530-1574), seigneur de Lorges ;
- 1559 : Jacques II de Montgommery († 1562), seigneur de Lorges ;
- 1562-1563 : Jean d'O (vers 1510-vers 1578), seigneur de Maillebois ;
- 1563-1569 : Jean de Losse, écuyer, seigneur de Bannes[2], Chevalier de l'Ordre du Saint-Esprit, Lieutenant-Général de la Guyenne, et précepteur du futur Henri IV ;
- 1569-1599 : Joachim de Châteauvieux (1545-1615), gouverneur de la Bastille ;
- 1599-1605 : Jean-Paul d'Esparbès de Lussan († 1616), seigneur de La Serre, chevalier du Saint-Esprit ;
- 1605-1611 : Antoine Arnaud de Pardaillan de Gondrin (1562-1624), marquis de Montespan, chevalier du Saint-Esprit ;
- 1611-1612 : Philibert de Nerestang († 1620), marquis de Nerestang ;
- 1612-1616 : Charles d'Estournel, seigneur de Blainville ;
- 1616-1623 : Charles de La Vieuville (1583-1653), marquis de La Vieuville ;
- 1623-1642 : Guillaume de Simiane († 1642), marquis de Gordes (février 1615), chevalier du Saint-Esprit ;
- 1642-1642 : François de Simiane (vers 1622-1680), marquis de Gordes, fils du précédent ;
- 1642-1651 : François, vicomte de Rochechouart (1611-1696), comte de Limoges (1661), marquis de Chandenier
- 1651 : Anne de Noailles (1620-1678), 1er duc de Noailles ;
- 1678 : Anne Jules de Noailles (1650-1708), comte d'Ayen, 2e duc de Noailles, maréchal de France (1693), fils du précédent ;
- 1707 : Adrien Maurice de Noailles (1678-1766), 3e duc de Noailles, maréchal de France (1734), fils du précédent ;
- 1731 : Louis de Noailles (1713-1793), 1er duc d'Ayen, 4e duc de Noailles, maréchal de France (1775), fils du précédent ;
- 1758-1791 : Jean-Paul de Noailles (1739-1824), 2e duc d'Ayen, 5e duc de Noailles, fils du précédent ;
- 1814-1825 : Joseph Anne Maximilien de Croÿ d'Havré (1744-1839) : se démet de sa fonction en 1825, mais en conserva les honneurs ;
- 1825-1830 : Emmanuel Marie Maximilien de Croÿ-Solre (1768-1848)

## Membres éminents
- John Stuart (3e comte de Buchan), le premier Commandant de la Garde;
- Bérault Stuart d'Aubigny (1452-1508);
- Robert Stuart d'Aubigny (1470-1544)
- Esmé Stuart (1er duc de Lennox) (1542-1583)
- Jean VIII de Créquy (1505-1555), commandant des gardes françaises et écossaise ;
- Jean Lin vers 1537, enseigne, époux de Jacquette Aubry, veuve et propriétaire du seigneur du Château de la Montagne (Saint-Honoré-les-Bains) dans la Nièvre[3].
- Jacques de Montgomery
- Gabriel Ier de Montgommery (1530-1574);
- Robert Moray (1608-1673).
- Trannoy-Watteau.